# Mariano San Nicolò
Mariano San Nicolò (20. srpna 1887 Rovereto – 15. května 1955 Mnichov) byl německý právník, který se zabýval právní historií a římským právem. Působil také jako rektor Německé univerzity v Praze a děkan její právnické fakulty, později jako prezident bavorské akademie věd a rektor Mnichovské univerzity.

## Život a působení
Narodil se v jihotyrolském Roveretu, kde také roku 1905 absolvoval gymnázium. Pak studoval práva na univerzitě ve Štýrském Hradci, roku 1910 získal titul doktora práv a následující dva roky si prohluboval vzdělání v Lipsku, Oxfordu a především v Mnichově, kde studoval papyrologii u profesora Leopolda Wengera. V oboru římského práva se zde roku 1913 habilitoval a tento obor zde také až do začátku první světové války vyučoval. Válečné období sloužil především v Albánii a v té době se odborně věnoval klínopisu a akkadštině.
Po válce byl povolán do Prahy na Německou univerzitu, kde byl už roku 1917 jmenován mimořádným a v roce 1920 řádným profesorem římského práva po Paulu Koschakerovi. V letech 1924–1925, 1925–1926 a 1929–1930 tady působil ve funkci děkana, zároveň byl ale také např. členem lipské Orientální společnosti. Nejvyššího postavení v Praze dosáhl jako rektor německé univerzity, přičemž ve funkci působil po dvě období za sebou. Vyznačoval se ale přepjatým německým nacionalismem, což se odrazilo např. i během tzv. insigniády. V roce 1935 přijal návrh německé vlády na převzetí stolice římského práva po profesorovi Wengerovi v Mnichově a také později patřil mezi významné opory nacistického režimu. Během druhé světové války působil mj. jako tajemník a později prezident bavorské akademie věd. Po porážce Německa byl profesorského místa na Mnichovské univerzitě zbaven, ale už roku 1948 se o ně mohl znovu ucházet. V letech 1952–1953 byl dokonce rektorem celé univerzity.
Profesor San Nicolò byl přesto významným romanistou a právním historikem své doby. Kromě řady článků v odborných časopisech publikoval např. studie o egyptských spolcích Das egyptische Vereinswesen zur Zeit der Ptolemäer und Römer (I. 1913, II. 1915) nebo babylonsko-asyrském obchodním právu Die Schlussklauseln der altbabylonischen Kauf- und Tauschveträge (1922).